# Пелендри
Пелѐндри (на гръцки: Πελένδρι) е село в Кипър, окръг Лимасол. Според статистическата служба на Република Кипър през 2001 г. селото има 1185 жители.
Намира се на 40 km северно от Лимасол.